# Histogènesi
Histogènesi o histogènia és la formació i desenvolupament del diferents teixits embrionaris d'un organisme a partir de cèl·lules indiferenciades Aquestes cèl·lules constiueixen les tres primeres capes germinatives: l'endoderma, el mesoderma i l'ectoderma. La ciència de les estructures microscòpiques dels teixits formats en la histogènesi s'anomena histologia.

## Capes germinatives

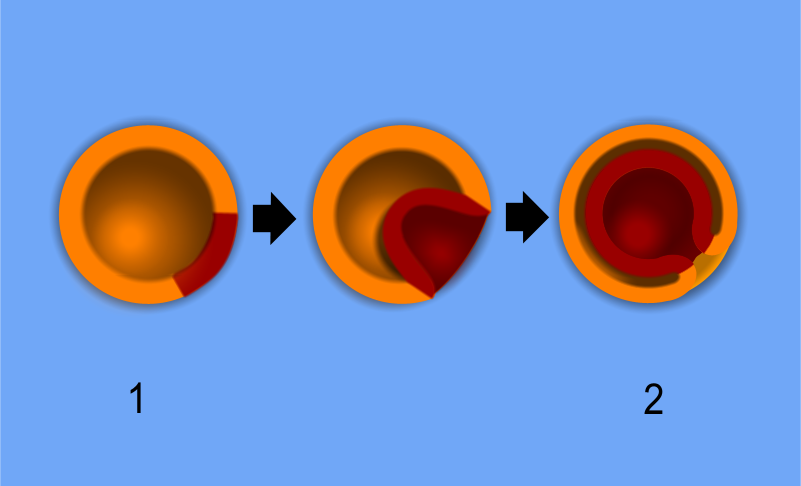
Gastrulació d'un dipoblast:La formació de les capes germinatives d'una (1) blàstula a (2) gàstrula. Algunes de les cèl·lules de l'ectoderma (de color taronja) es desplacen cap endins formant l'ectoderma (en vermell).

Una capa germinativa és un conjunt de cèl·lules formada durant l'embriogènesi dels animals. Les capes germinatives es destaquen en els organismes animals vertebrats. Els animals invertebrats cnidaria produeixen dues capes anomenades ectoderma i endoderma i són dipoblàstics. Els animals amb simetria bilateral produeixen a més la capa del mesoderma i, per tant, són triploblàstics.